# Damian Grichting
Damian Grichting (n. 8 aprilie 1973, Loèche-les-Bains⁠(d), Cantonul Valais, Elveția) este un jucător de curl ce a reprezentat Elveția, medaliat olimpic. A participat la o ediție a Jocurilor Olimpice (2002) în care a câștigat o medalie de bronz.

## Participări
Lista de mai jos prezintă principalele competiții la care a participat Damian Grichting de-a lungul carierei.
- curling at the 2002 Winter Olympics[*]